# Staufenpokal
Die Rennen um den Staufenpokal waren internationale alpine Skirennen, die von 1962 bis 1992 in Oberstaufen in Bayern ausgetragen wurden.
1962 kam erstmals ein Slalom der Damen zur Austragung, ab 1963 auch ein Riesenslalom und eine aus beiden Disziplinen berechnete Kombinationswertung. Die Wettkämpfe hatten bis 1966 den Status von FIS-A-Rennen, der höchsten damaligen Rennklasse, und wurden ab 1967 im Rahmen des neu geschaffenen Weltcups ausgetragen. Im Gegensatz zu den Einzelrennen zählte die Kombinationswertung allerdings nicht zum Weltcup. Da die Rennen traditionell am ersten bzw. zweiten Januarwochenende stattfanden, waren die Wettkämpfe des Jahres 1967 die ersten Weltcuprennen der Damen überhaupt. Slalom und Riesenslalom wurden bis 1969 auf unterschiedlichen Pisten gefahren. Der Slalom fand am unmittelbar bei Oberstaufen gelegenen Staufner Berg und der Riesenslalom am etwas außerhalb gelegenen Hündlekopf statt. Aus technischen und organisatorischen Gründen wurden ab 1970 beide Wettbewerbe am Hündle ausgetragen.
In den Jahren 1973 und 1974 gab es erstmals keine Weltcuprennen, sondern Europacuprennen in Oberstaufen. 1975 sollte der Staufenpokal wieder als Weltcuprennen der Damen ausgetragen werden, doch wegen Schneemangels mussten die Rennen nach Garmisch-Partenkirchen und Grindelwald verlegt werden. 1976 fuhren im Rahmen des Europacups erstmals die Herren in Oberstaufen. Ab 1977, als wieder der Damenweltcup im Oberallgäu gastierte, wurde pro Jahr nur noch ein Wettbewerb – Slalom oder Riesenslalom – ausgetragen. In den Jahren 1978, 1980 und 1981–1979 gab es erstmals keine Rennen – wurden Weltcuprennen der Herren in Oberstaufen veranstaltet, 1982 und nach dreijähriger Pause erst wieder 1986 Weltcuprennen der Damen. 1989 sollte der Weltcup erneut in Oberstaufen gastieren, doch wegen Schneemangels mussten die Wettkämpfe – ebenso wie die für 1990 geplanten Europacuprennen – abgesagt werden. 1992 kam es schließlich zur letzten Austragung des Staufenpokals in Form eines Weltcup-Riesenslaloms der Damen. Die Durchführung weiterer Rennen scheiterte an den Vorgaben des Internationalen Skiverbandes FIS, die Beschneiungsanlagen für Weltcuporte vorschrieben.

## Podiumsplatzierungen
| Jahr | Kategorie        | Disziplin        | 1. Platz                      | 2. Platz                      | 3. Platz                      |
| ---- | ---------------- | ---------------- | ----------------------------- | ----------------------------- | ----------------------------- |
| 1962 | FIS-A Damen      | Slalom           | Marianne Jahn                 | Sieglinde Bräuer              | Cécile Prince                 |
| 1963 | FIS-A Damen      | Riesenslalom     | Marielle Goitschel            | Marianne Jahn                 | Traudl Hecher                 |
| 1963 | FIS-A Damen      | Slalom           | Marianne Jahn                 | Erika Netzer                  | Sieglinde Bräuer              |
| 1963 | FIS-A Damen      | Kombination      | Marianne Jahn                 | Erika Netzer                  | Edith Zimmermann              |
| 1964 | FIS-A Damen      | Slalom 1 (1)     | Jean Saubert                  | Marielle Goitschel            | Linda Meyers                  |
| 1964 | FIS-A Damen      | Slalom 2 (1)     | Christine Goitschel           | Marielle Goitschel            | Jean Saubert                  |
| 1964 | FIS-A Damen      | Kombination      | Marielle Goitschel            | Jean Saubert                  | Heidi Biebl                   |
| 1965 | FIS-A Damen      | Riesenslalom     | Theres Obrecht                | Marielle Goitschel            | Christl Haas                  |
| 1965 | FIS-A Damen      | Slalom           | Christine Goitschel           | Marielle Goitschel            | Heidi Biebl                   |
| 1965 | FIS-A Damen      | Kombination      | Marielle Goitschel            | Theres Obrecht                | Christine Goitschel           |
| 1966 | FIS-A Damen      | Riesenslalom     | Madeleine Bochatay            | Marielle Goitschel            | Christine Goitschel           |
| 1966 | FIS-A Damen      | Slalom           | Marielle Goitschel            | Christine Goitschel           | Madeleine Bochatay            |
| 1966 | FIS-A Damen      | Kombination      | Marielle Goitschel            | Christine Goitschel           | Madeleine Bochatay            |
| 1967 | Weltcup Damen    | Riesenslalom     | Nancy Greene                  | Burgl Färbinger               | Fernande Bochatay             |
| 1967 | Weltcup Damen    | Slalom           | Nancy Greene                  | Fernande Bochatay             | Annie Famose                  |
| 1967 | Weltcup Damen    | Kombination (2)  | Nancy Greene                  | Fernande Bochatay             | Florence Steurer              |
| 1968 | Weltcup Damen    | Riesenslalom     | Fernande Bochatay             | Florence Steurer              | Nancy Greene                  |
| 1968 | Weltcup Damen    | Slalom           | Marielle Goitschel            | Gertrud Gabl                  | Nancy Greene                  |
| 1968 | Weltcup Damen    | Kombination (2)  | Nancy Greene                  | Burgl Färbinger               | Florence Steurer              |
| 1969 | Weltcup Damen    | Riesenslalom     | Kiki Cutter                   | Olga Pall und Gertrud Gabl    | Olga Pall und Gertrud Gabl    |
| 1969 | Weltcup Damen    | Slalom           | Gertrud Gabl                  | Judy Nagel                    | Marilyn Cochran               |
| 1969 | Weltcup Damen    | Kombination (2)  | Gertrud Gabl                  | Kiki Cutter                   | Ingrid Lafforgue              |
| 1970 | Weltcup Damen    | Riesenslalom     | Michèle Jacot                 | Françoise Macchi              | Barbara Ann Cochran           |
| 1970 | Weltcup Damen    | Slalom           | Bernadette Rauter             | Isabelle Mir                  | Françoise Macchi              |
| 1970 | Weltcup Damen    | Kombination (2)  | Michèle Jacot                 | Isabelle Mir                  | Bernadette Rauter             |
| 1971 | Weltcup Damen    | Riesenslalom     | Michèle Jacot                 | Britt Lafforgue               | Jocelyn Périllat              |
| 1971 | Weltcup Damen    | Slalom           | Michèle Jacot                 | Gertrud Gabl                  | Jocelyn Périllat              |
| 1971 | Weltcup Damen    | Kombination (2)  | Michèle Jacot                 | Jocelyn Périllat              | Isabelle Mir                  |
| 1972 | Weltcup Damen    | Riesenslalom     | Françoise Macchi              | Annemarie Pröll               | Marilyn Cochran               |
| 1972 | Weltcup Damen    | Slalom           | Françoise Macchi              | Rosi Mittermaier              | Danièle Debernard             |
| 1972 | Weltcup Damen    | Kombination (2)  | Françoise Macchi              | Annemarie Pröll               | Jocelyn Périllat              |
| 1973 | Europacup Damen  | Riesenslalom     | Toril Førland                 | N.N.                          | N.N.                          |
| 1973 | Europacup Damen  | Slalom           | Helene Graswander             | Toril Førland                 | Anneliese Leibetseder         |
| 1973 | Europacup Damen  | Kombination (2)  | Toril Førland                 | N.N.                          | N.N.                          |
| 1974 | Europacup Damen  | Riesenslalom     | Gabi Hauser                   | Heidi Bauer                   | Cornelia Mathis               |
| 1974 | Europacup Damen  | Slalom           | Andrea Straub                 | Elena Matous                  | Mitsuyo Nagumo                |
| 1974 | Europacup Damen  | Kombination (2)  | Sylvia Stehle                 | N.N.                          | N.N.                          |
| 1975 | Weltcup Damen    | Riesenslalom (3) | Annemarie Moser-Pröll         | Fabienne Serrat               | Hanni Wenzel                  |
| 1975 | Weltcup Damen    | Slalom (4)       | Lise-Marie Morerod            | Christa Zechmeister           | Torill Fjeldstad              |
| 1975 | Weltcup Damen    | Kombination (2)  | Christa Zechmeister           | N.N.                          | N.N.                          |
| 1976 | Europacup Herren | Riesenslalom     | Christian Hemmi               | Sepp Oberfrank                | N.N.                          |
| 1976 | Europacup Herren | Slalom           | Claude Perrot                 | N.N.                          | N.N.                          |
| 1976 | Europacup Herren | Kombination (2)  | Sepp Oberfrank                | N.N.                          | N.N.                          |
| 1977 | Weltcup Damen    | Slalom           | Lise-Marie Morerod            | Hanni Wenzel                  | Patricia Emonet               |
| 1978 | Weltcup Herren   | Slalom           | Ingemar Stenmark              | Klaus Heidegger               | Piero Gros                    |
| 1980 | Weltcup Herren   | Riesenslalom     | Andreas Wenzel                | Jacques Lüthy                 | Ingemar Stenmark              |
| 1981 | Weltcup Herren   | Slalom (5)       | Paul Frommelt                 | Ingemar Stenmark              | Steve Mahre                   |
| 1982 | Weltcup Damen    | Riesenslalom     | Maria Epple                   | Christin Cooper               | Erika Hess                    |
| 1986 | Weltcup Damen    | Riesenslalom     | Vreni Schneider               | Michaela Gerg                 | Michela Figini                |
| 1986 | Weltcup Damen    | Riesenslalom (6) | Traudl Hächer                 | Vreni Schneider               | Olga Charvátová               |
| 1989 | Weltcup          | Riesenslalom     | Wegen Schneemangels abgesagt. | Wegen Schneemangels abgesagt. | Wegen Schneemangels abgesagt. |
| 1990 | Europacup        | Riesenslalom     | Wegen Schneemangels abgesagt. | Wegen Schneemangels abgesagt. | Wegen Schneemangels abgesagt. |
| 1992 | Weltcup Damen    | Riesenslalom     | Vreni Schneider               | Deborah Compagnoni            | Carole Merle                  |